# Epimedium baiealiguizhouense
Epimedium baiealiguizhouense là một loài thực vật có hoa trong họ Hoàng mộc. Loài này được S.Z.He & Y.K.Yang mô tả khoa học đầu tiên năm 1993.